# Мостки (Лодзинське воєводство)
Мо́стки (пол. Mostki) — село в Польщі, у гміні Здунська Воля Здунськовольського повіту Лодзинського воєводства.
Населення — 106 осіб (2011).
У 1975—1998 роках село належало до Серадзького воєводства.

## Демографія
Демографічна структура станом на 31 березня 2011 року:
|          | Загалом | Допрацездатний вік | Працездатний вік | Постпрацездатний вік |
| -------- | ------- | ------------------ | ---------------- | -------------------- |
| Чоловіки | 57      | 13                 | 38               | 6                    |
| Жінки    | 49      | 12                 | 24               | 13                   |
| Разом    | 106     | 25                 | 62               | 19                   |